# Maserati 8C
Maserati 8C är en serie tävlingsbilar, tillverkade av den italienska biltillverkaren Maserati mellan 1932 och 1950.

## Bakgrund
Beteckningen 8C hade använts av Maserati redan på de sena Tipo 26-bilarna, men dessa ersattes från 1932 av en ny serie bilar.

## Utveckling

### 8C Trazione Anteriore
Alfieri Maserati började arbeta på en helt ny bil 1931. Prototypen kallades 8C Trazione Anteriore och förutom en ny motor, som delade mycket av komponenterna med den fyrcylindriga 4C, var den framhjulsdriven. Utvecklingen stoppades när Alfieri gick bort våren 1932, men den nya motorn levde vidare.

### 8CM
Efter broderns död tog Ettore Maserati över som konstruktör och testförare. Ettores första egna bil blev 8CM, som introducerades 1933. Det var Maseratis första Monoposto, eller formelbil. Förutom motorn var även chassit mycket likt den mindre 4C. Chassit förstärktes i flera omgångar, för att hantera den starka motorn. De sista bilarna från 1935 fick individuell framvagnsupphängning.
Konkurrensen från de statsunderstödda tyska Silverpilarna blev dock för svår och trelitersbilen ersattes av den större 6C/34.

### 8CTF
Bröderna Maserati hade sålt sitt företag till Adolfo Orsi 1937 och tack vare den nya finansiären kunde man ta fram en helt ny bil enligt den nya formel för Grand Prix racing som började gälla säsongen 1938.
Maserati satsade på en överladdad motor, vilket betydde en slagvolym på tre liter. Motorn hade två separata cylinderblock, monterade på ett gemensamt vevhus. Varje block hade varsin Roots-kompressor och förgasare. 8CTF hade farten som krävdes för att matcha de tyska konkurrenterna men dessvärre saknades tillförlitligheten. Bilen kom mer till sin rätt på andra sidan Atlanten, där den tog hem två vinster i Indy 500.

### 8CL
Framgångarna med den fyrcylindriga 4CL med sin kortslagiga fyrventilsmotor lockade Maserati att ta fram motsvarande åttacylindriga 8CL. Bilen debuterade vid Indy 500 1940, men utvecklingen stoppades effektivt av kriget.

### 8CLT
8CLT togs fram för att tävla i Indy 500 1950. Motorn hämtades från förkrigsmodellen 8CL, men bilen fick en ny rörram, liknande den hos 4CLT. Maseratis usla finanser satte stopp för deltagandet i USA och de två byggda bilarna såldes till slut till Nya Zeeland och fick aldrig tävla i internationell racing.

## Tekniska data
| Tekniska data           | 8CM                                              | 8CTF                                             | 8CL                                              | 8CLT                                             |
| ----------------------- | ------------------------------------------------ | ------------------------------------------------ | ------------------------------------------------ | ------------------------------------------------ |
| Motor:                  | Frontmonterad 8-cylindrig radmotor               | Frontmonterad 8-cylindrig radmotor               | Frontmonterad 8-cylindrig radmotor               | Frontmonterad 8-cylindrig radmotor               |
| Cylindervolym:          | 2991 cm³                                         | 2991 cm³                                         | 2982 cm³                                         | 2982 cm³                                         |
| Borrning x slaglängd:   | 69 x 100 mm                                      | 69 x 100 mm                                      | 78 x 78 mm                                       | 78 x 78 mm                                       |
| Max effekt vid varvtal: | 240 hk vid 5 800 v/min                           | 350 hk vid 6 300 v/min                           | 430 hk vid 6 800 v/min                           | 430 hk vid 6 500 v/min                           |
| Ventilstyrning:         | 2 överliggande kamaxlar, 2 ventiler per cylinder | 2 överliggande kamaxlar, 2 ventiler per cylinder | 2 överliggande kamaxlar, 4 ventiler per cylinder | 2 överliggande kamaxlar, 4 ventiler per cylinder |
| Kompression:            | 6,35:1                                           | 6,5:1                                            | 6,5:1                                            | 6,5:1                                            |
| Förgasare:              | Enkel Weber 55ASI                                | Dubbla Memini MA12                               | Dubbla Memini MA12                               | Dubbla Weber 52DCO                               |
| Överladdning:           | Roots-kompressor                                 | Dubbla Roots-kompressorer                        | Dubbla Roots-kompressorer                        | Dubbla Roots-kompressorer                        |
| Växellåda:              | 4-växlad manuell                                 | 4-växlad manuell                                 | 4-växlad manuell                                 | 4-växlad manuell                                 |
| Hjulupphängning fram:   | Stel framaxel, längsgående bladfjädrar           | Dubbla tvärlänkar, torsionsfjädrar               | Dubbla tvärlänkar, torsionsfjädrar               | Dubbla tvärlänkar, skruvfjädrar                  |
| Hjulupphängning bak:    | Stel bakaxel, längsgående bladfjädrar            | Stel bakaxel, längsgående bladfjädrar            | Stel bakaxel, torsionsfjädrar                    | Stel bakaxel, längsgående bladfjädrar            |
| Bromsar:                | Hydrauliska trumbromsar                          | Hydrauliska trumbromsar                          | Hydrauliska trumbromsar                          | Hydrauliska trumbromsar                          |
| Chassi & kaross:        | Lådbalksram med aluminiumkaross                  | Lådbalksram med aluminiumkaross                  | Lådbalksram med aluminiumkaross                  | Fackverksram med aluminiumkaross                 |
| Hjulbas:                | 256 cm                                           | 272 cm                                           | 279 cm                                           | 272 cm                                           |
| Torrvikt:               | 750 kg                                           | 780 kg                                           | 780 kg                                           | 800 kg                                           |
| Toppfart:               | 250 km/h                                         | 290 km/h                                         | 305 km/h                                         | 320 km/h                                         |

## Tävlingsresultat
Tazio Nuvolari tog den första segern med 8CM i Belgiens Grand Prix 1933. Trots hård konkurrens från de tyska konkurrenterna fortsatte modellen att ta segrar i mindre tävlingar under perioden 1934 till 1939.
8CTF hade ingen större lycka i den europeiska Grand Prix-racingen. 1939 såldes bilarna till USA, där Wilbur Shaw vann Indianapolis 500 två år i rad 1939 och 1940.
8CL hade kommit för sent för att tävla på allvar 1940. Efter kriget vann Nino Farina två segrar 1948.

## Tillverkning
| Modell | Antal |
| ------ | ----- |
| 8CM    | 19    |
| 8CTF   | 3     |
| 8CL    | 2     |
| 8CLT   | 2     |